# Lactarius salmonicolor
Ne doit pas être confondu avec Lactaire délicieux.
Lactaire saumon, Lactaire couleur saumon, Lactaire du sapin, Lactaire faux-délicieux des sapins
Espèce
Statut de conservation UICN

 LC  : Préoccupation mineure
Lactarius salmonicolor, le Lactaire saumon, est une espèce de champignons basidiomycètes de la famille des Russulaceae. Il est caractérisé par son pied scrobiculé, sa surface non-verdissante, ainsi que son inféodation stricte aux Sapins. Il fait partie d'un groupe de Lactaires à latex orangé ou rougeâtre assez ressemblants et souvent confondus entre eux par les cueilleurs. C'est un champignon comestible, mais bien moins intéressant que le Lactaire délicieux à qui il ressemble beaucoup.

## Taxonomie
Le nom correct complet (avec auteur) de ce taxon est Lactarius salmonicolor R.Heim & Leclair.

### Synonymes
Lactarius salmonicolor a pour synonymes :
- Lactarius deliciosus var. salmoneus Kühner & Romagn.
- Lactarius salmoneus R.Heim & Leclair
- Lactarius subsalmoneus Pouzar
- Lactarius thyinos A.H.Sm.

### Étymologie
L'épithète spécifique salmonicolor fait réfèrence à ses teintes saumon.

### Noms vulgaires et vernaculaires
Ce taxon porte en français les noms vernaculaires ou normalisés suivants : Lactaire saumon,, Lactaire couleur saumon, Lactaire du sapin, Lactaire faux-délicieux des sapins.

## Description du sporophore
Le Lactaire saumon est un champignon dont le sporophore présente un pied et un chapeau. Le pied est central. Sous le chapeau, l'hyménophore est constitué de lames.
Son chapeau mesure un diamètre de 6 à 15 cm environ, à la forme d'un entonnoir se creusant avec l'âge. Sa cuticule est très fine et à peine séparable sur 1 cm. Il est doté de cercles concentriques minces, orangés ou plus clair. On constate une absence totale de taches vertes contrairement au lactaire des épicéas ou au lactaire délicieux.
Les lames sont orange, serrées, adnées-décurrentes, inégales et d'une largeur de 7 mm environ.
Son pied mesure 2 à 10 cm de haut, pour un diamètre maximum de 2 à 4 cm. Il est cylindrique et très vite creux. Il s'atténue à la base et est de couleur identique au chapeau. Il est souvent garni de fossettes et ne présente jamais de taches vertes.
La chair est orange à rouge, sauf au centre du pied, souvent de couleur blanc. Son lait orangé est assez abondant, son goût est doux ou amer et son odeur est agréablement fruitée,.

### Caractéristiques microscopiques
Ses spores sont subsphériques, mesurant 9 à 12 µm x 7 à 9 µm.

## Galerie

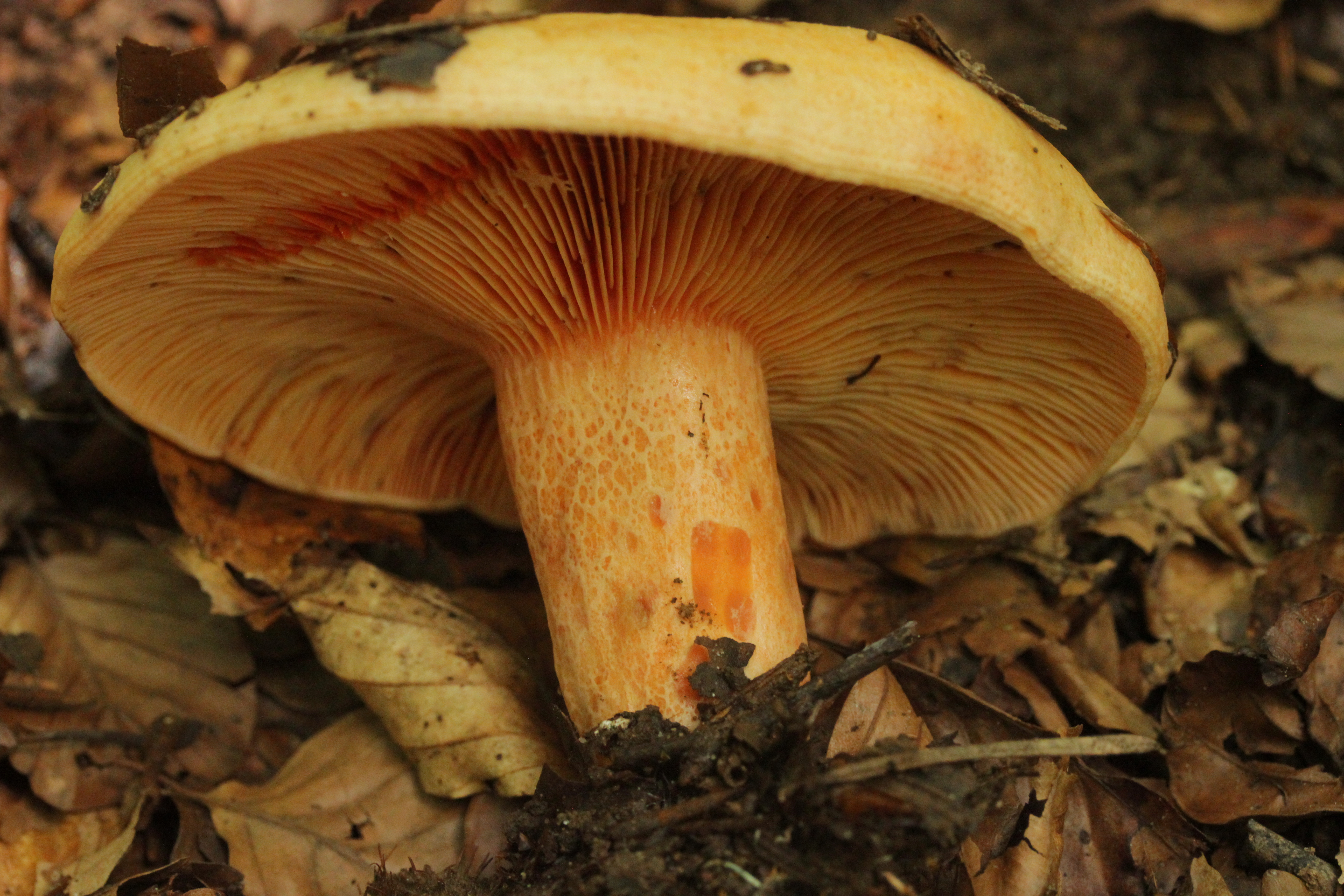
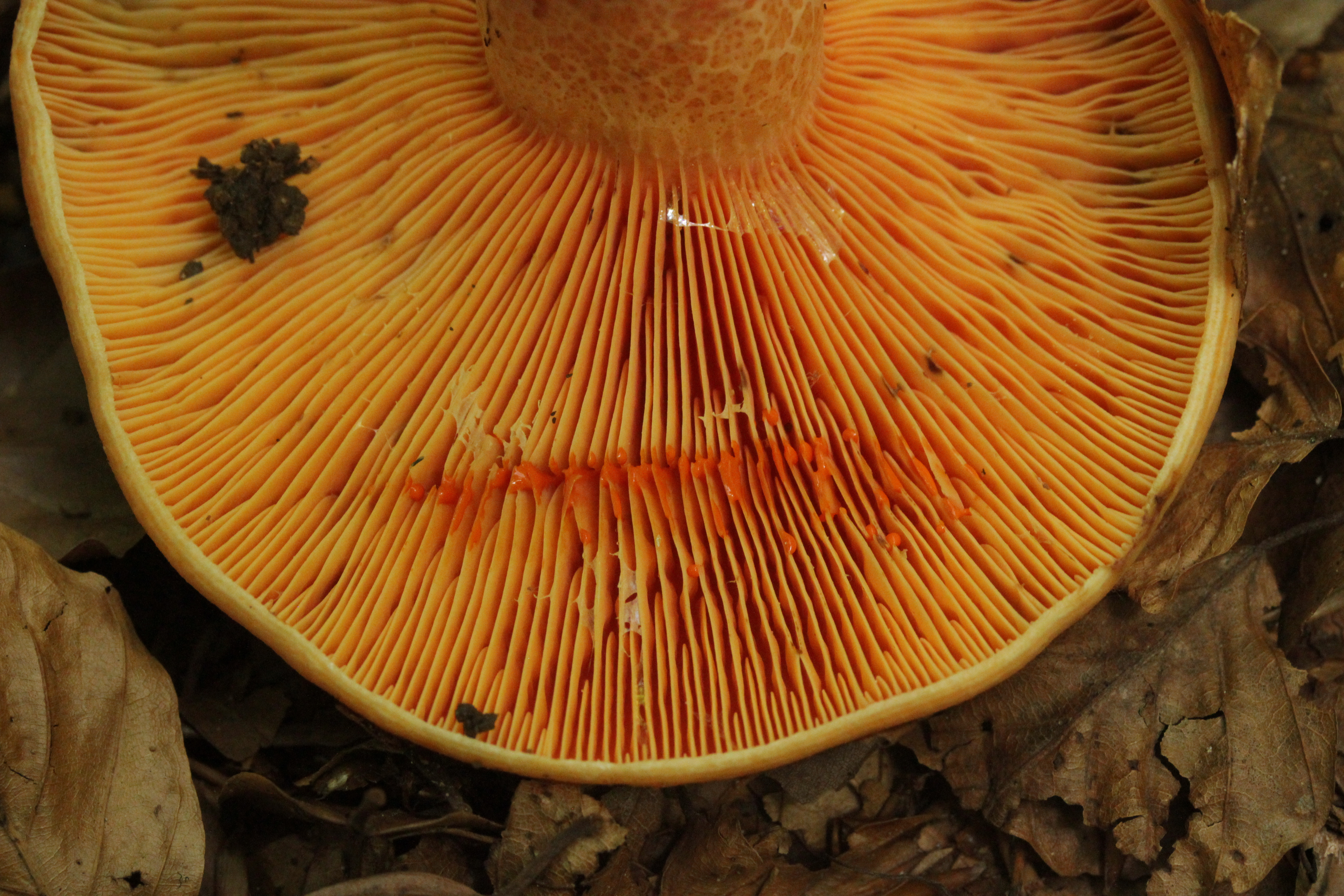
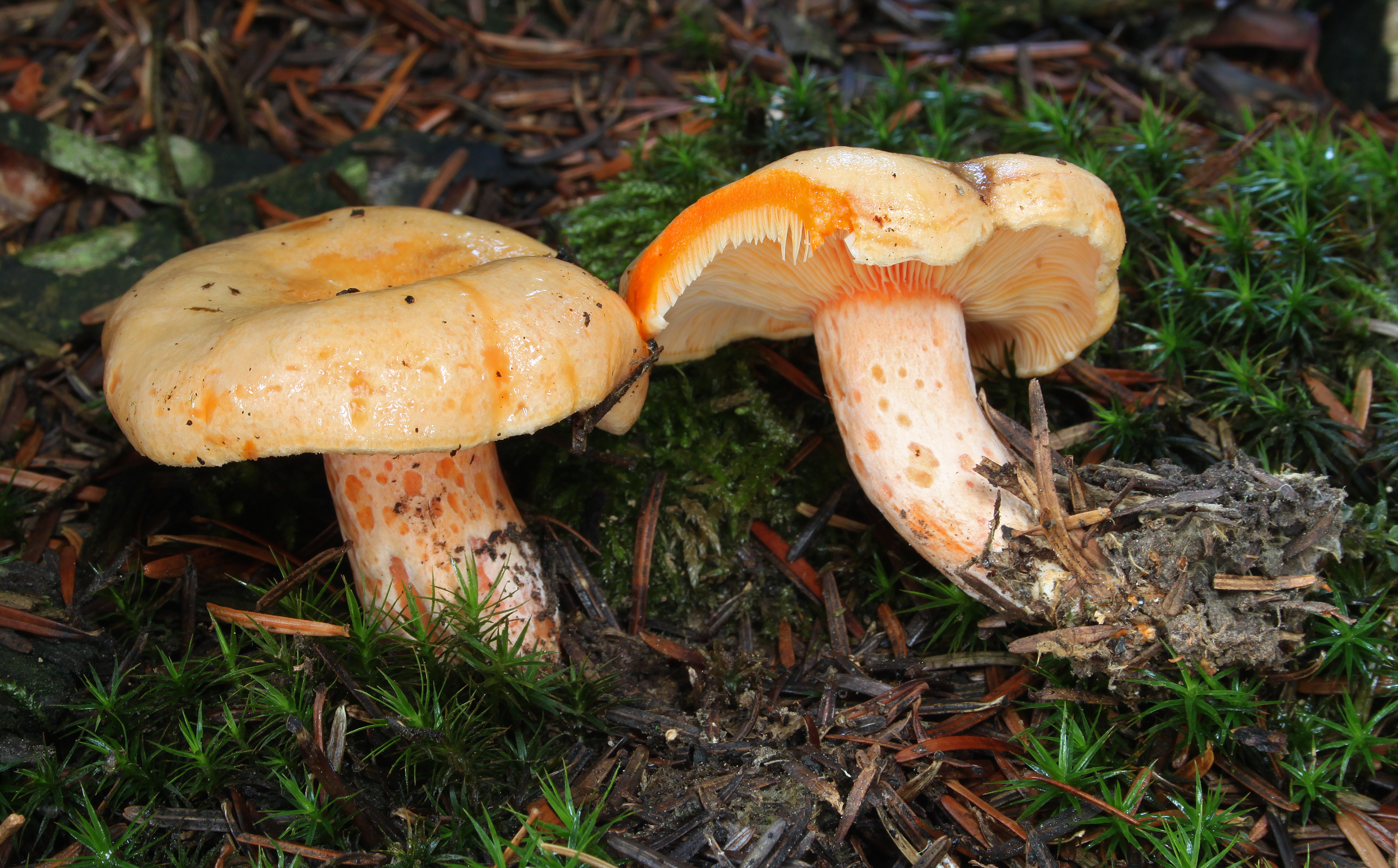
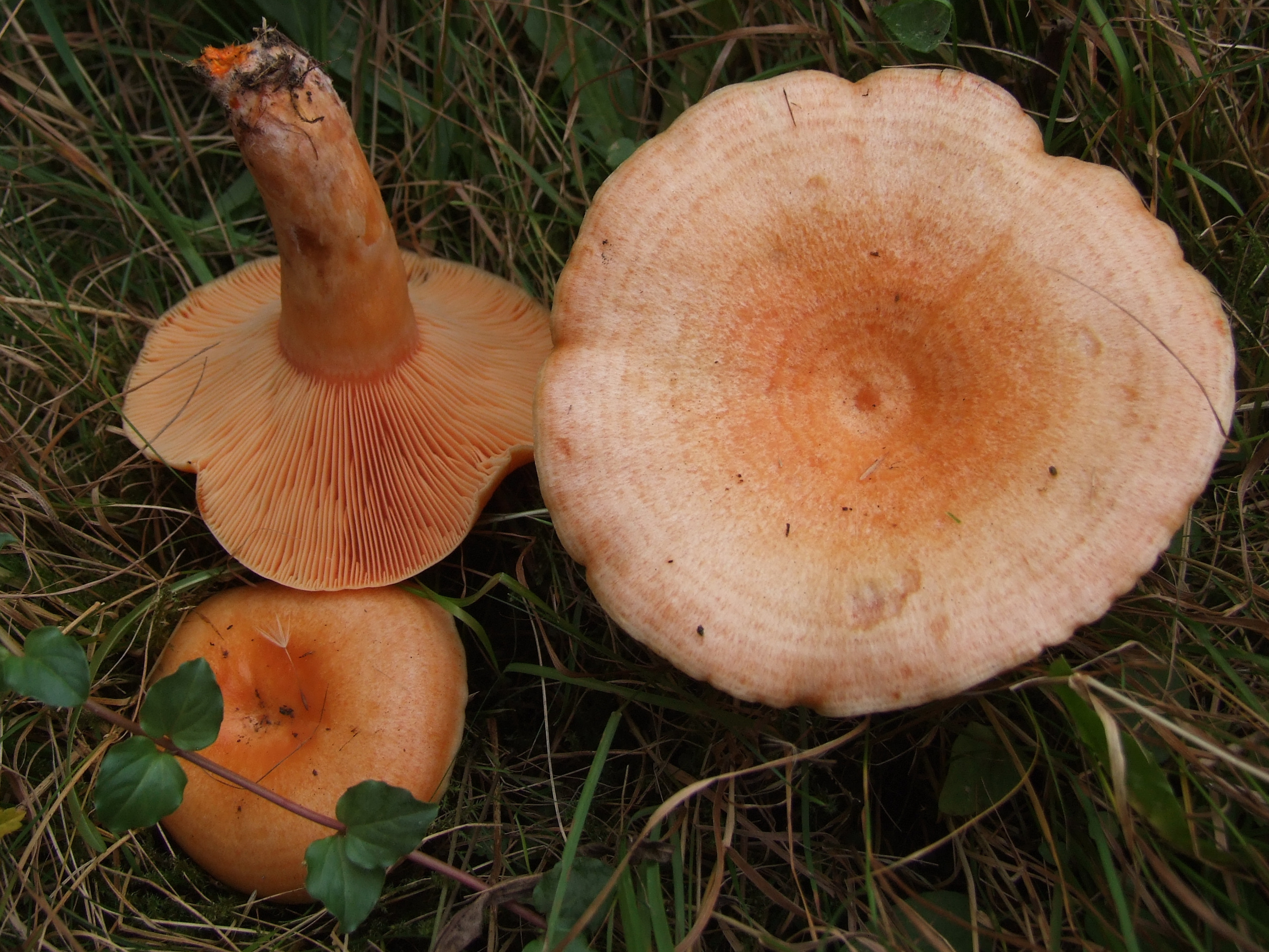
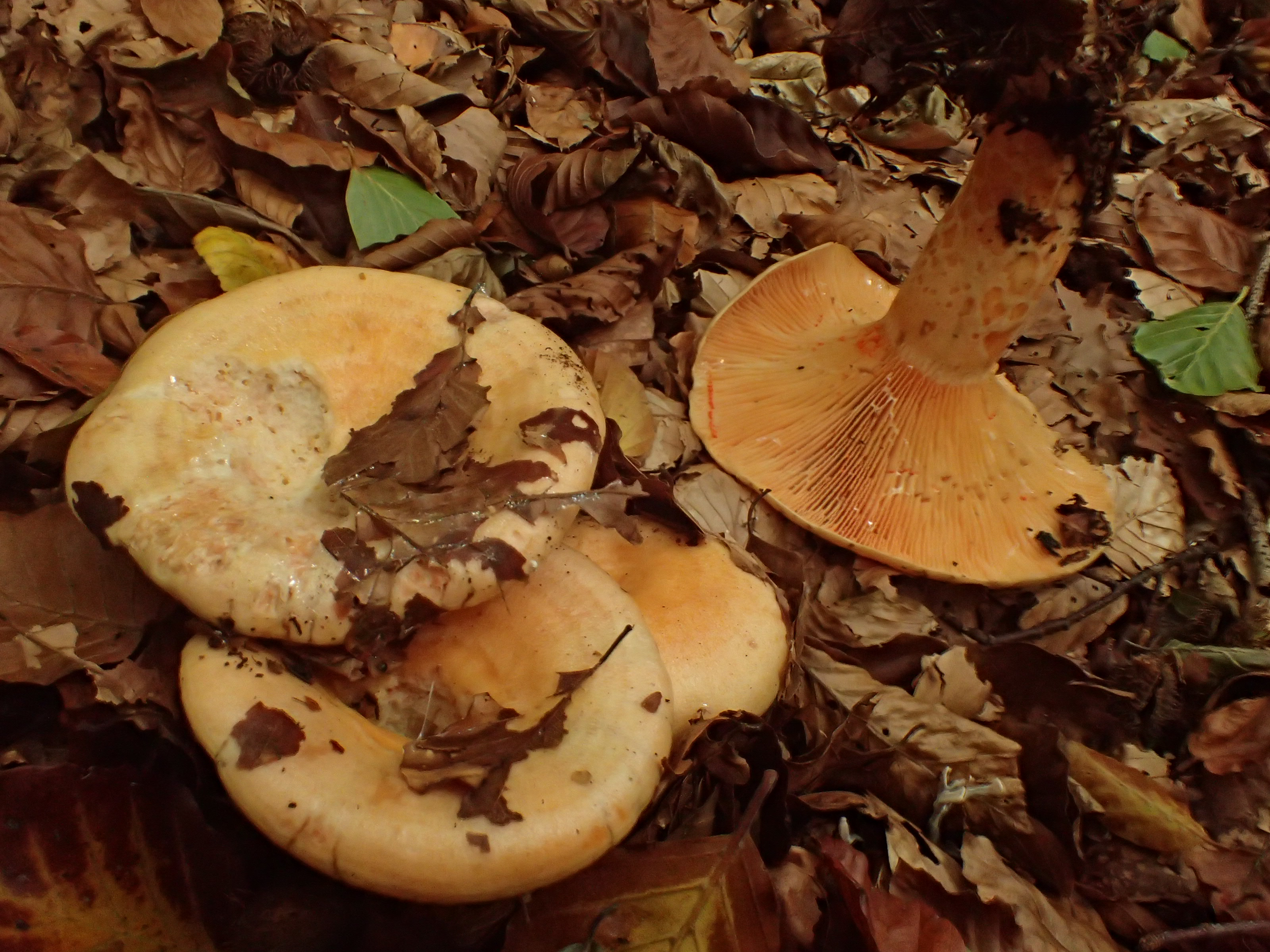
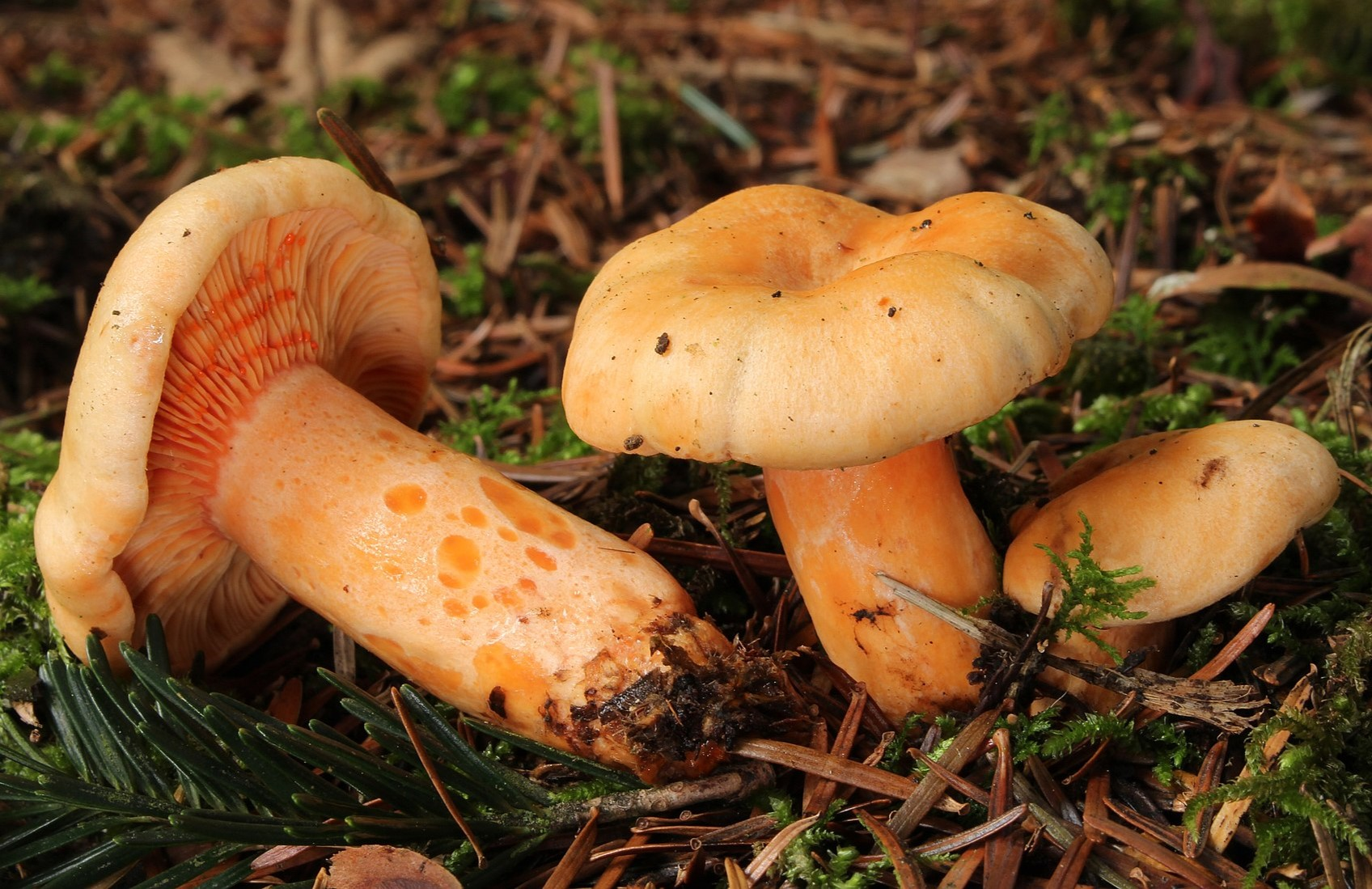
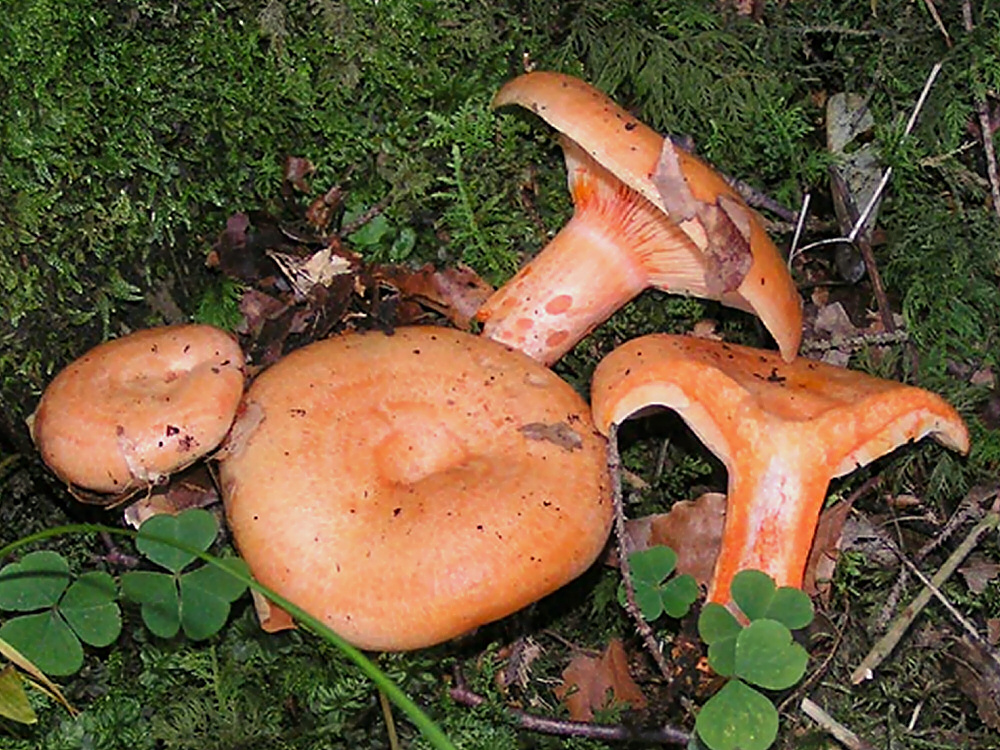
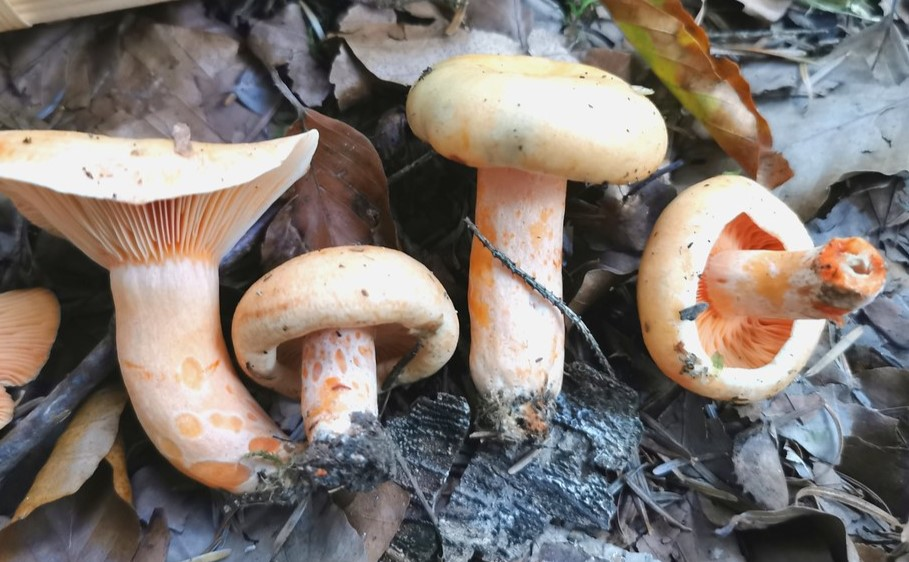
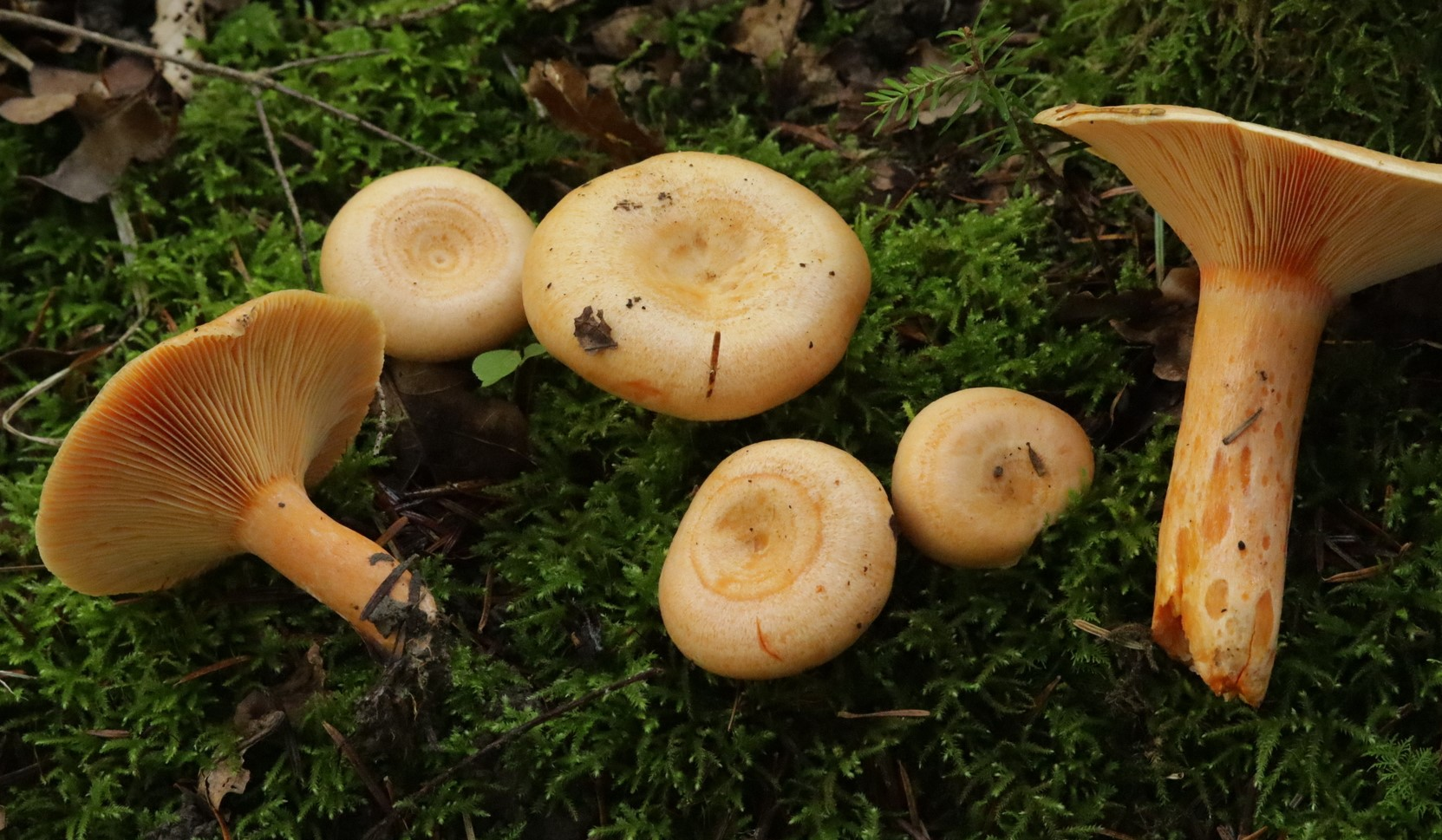

## Habitat et distribution

Aire de répartition de L. salmonicolor.

Le Lactaire saumon, comme tous les Lactaires, est un champignon mycorhizien qui est en association avec les Sapins. En Europe occidentale et centrale, il forme presque exclusivement un partenariat avec le Sapin blanc. Comme le champignon suit son hôte, on le trouve dans les forêts de Sapins, ainsi que dans les forêts mêlant hêtres et sapins. On le trouve aussi occasionnellement le long des chemins forestiers ou dans les parcs avec des Sapins plantés,. Au Mexique, il est en association avec Abies religiosa.
Le Lactaire saumon apprécie les sols frais, alcalins et riches en nutriments. On le trouve donc au-dessus des marnes calcaires, des sols argileux et des sables, mais aussi au-dessus de roches magmatiques plus alcalines comme le basalte, le granite riche en feldspath et le gneiss. Contrairement au Lactaire de l'Épicéa, il préfère les arbres matures et vieux. Il est donc rarement présent dans les jeunes plantations, mais d'autant plus fréquemment dans les forêts avec des populations d'arbres moyennes à âgées. Les sporophores apparaissent principalement en automne mais peut être trouvé dès le mois de juillet.
Il se rencontre sur l'ensemble de l'écozone holarctique c'est-à-dire en Amérique du Nord, en Europe, en Afrique du Nord et en Asie. En Europe, son aire de répartition correspond essentiellement à celle, carpato-alpine, du Sapin blanc, parfois également près de Sapins plantés. On le trouve principalement dans l'espace alpin, de l'Est de la France à la Slovénie. En dehors des Alpes, l'espèce est présente dans les Vosges, la Forêt-Noire, le Jura français et suisse et le Massif central. On le trouve également dans les Carpates en République tchèque et en Slovaquie.

## Comestibilité

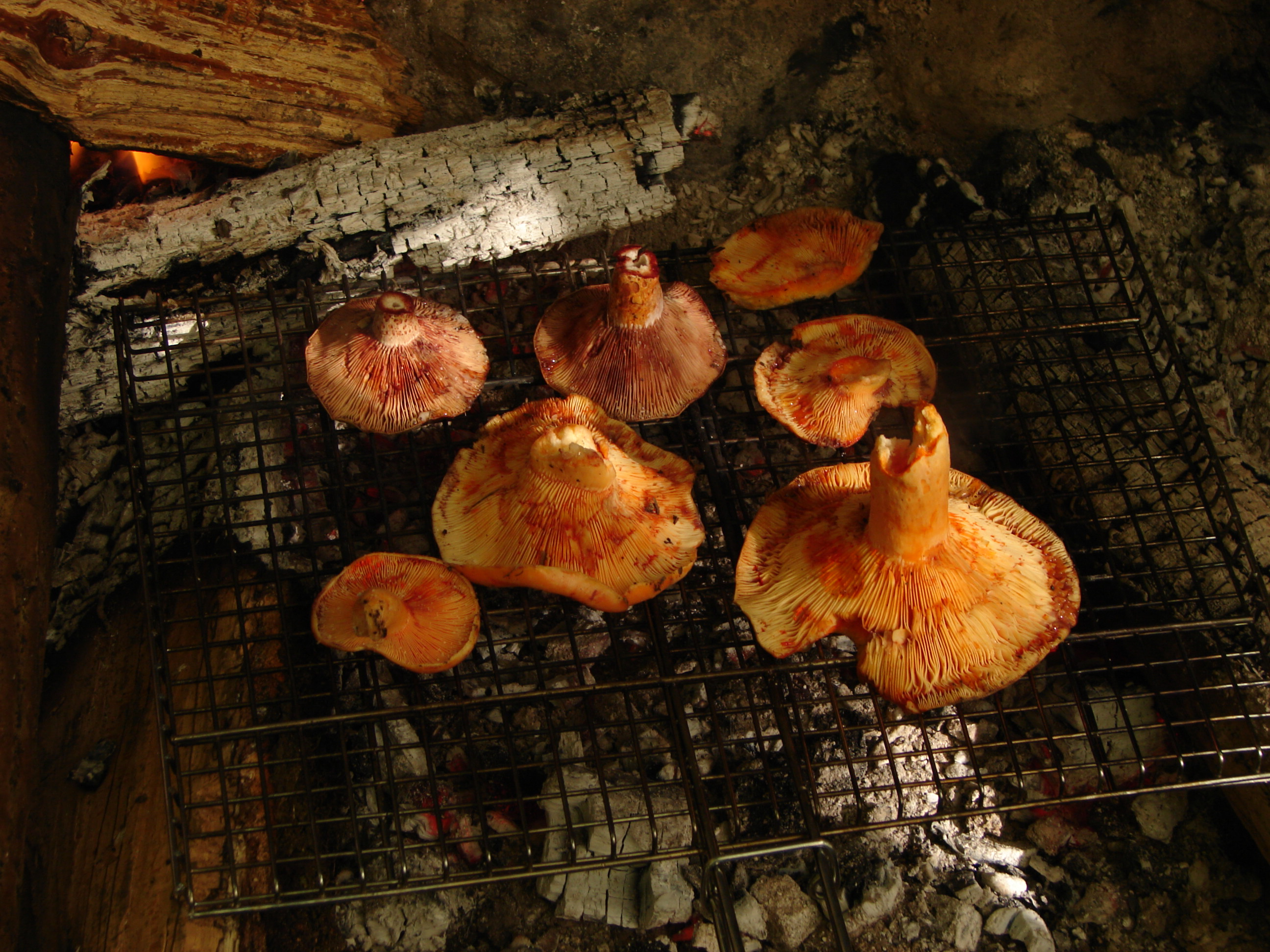
Grillade de Lactaire couleur saumon (Turquie)

Le lactaire couleur saumon est considéré comme sans intérêt par Eyssartier et Roux bien qu'il soit régulièrement consommé dans quelques pays comme en Turquie.

## Confusions possibles
Le Lactaire saumon se distingue facilement des autres Lactaires par sa localisation au pied des Sapins. Le Lactaire délicieux peut être assez similaire, ayant également un pied scrobiculé et un chapeau doté de cercles concentriques. Cependant, la chair et le lait du Lactaire délicieux sont tout à fait doux. De plus, contrairement au Lactaire saumon, il est en association avec les Pins.
Le Lactaire des Épicéas, similaire et beaucoup plus courant, pousse, comme son nom l'indique, sous les Épicéas. Le pied du lactaire des Épicéas est uniforme et non scrobiculé. Contrairement au Lactaire couleur saumon, les chapeaux des sporophores du Lactaire des épicéas prennent une couleur verte intense lorsqu'ils sont vieux ou blessées. Son lait, qui a d'abord un goût doux, devient amer au bout d'un certain temps et devient rouge-violet au bout de 30 minutes.